# Monestir de Nekresi
El monestir de Nekresi (en georgià: ნეკრესი) és un monestir de l'Església ortodoxa georgiana i una ciutat històrica de Geòrgia, a la regió de Kakhètia, al municipi de Kvareli. Es troba a prop del poble de Silda, a l'est de Telavi. El monestir de Nekresi és reconegut com un Monument Cultural destacat de Geòrgia.

## Història
La ciutat va ser fundada pel rei Farnajom prop del segle II-I aC. Al segle iv, el rei Tiridates d'Ibèria, de la dinastia Cosròida, va construir una església en aquest lloc. Aquesta església es va convertir en el refugi d'un dels pares assiris, Abibos; va participar activament en la difusió del cristianisme a la Geòrgia medieval, cap a finals del segle vi. En aquest moment, es va fundar la diòcesi de Nekresi, que va existir fins al segle xix. Nekresi ha estat un important centre d'activitats culturals i educatives des del principi sota la influència política i cultural de Kartli.

## Monestir
El complex del monestir de Nekresi conté diversos monuments d'arquitectura georgiana.
- La petita església que data de la segona meitat del segle iv és una de les esglésies més antigues de Geòrgia. Va ser construïda sota el regnat de Mirian III d'Ibèria. És de pedra, alta i estreta; fa 4,6 m x 3,8 m. Sembla que ha estat renovada diverses vegades.
- La gran basílica rectangular tripartida es va construir a començaments del segle VII.
- L'església voltada data del segle VIII al IX i es troba a l'oest del complex.
- El palau episcopal, construït en el mateix període, ara és en ruïnes.
- Al segle xvi es va construir una torre de quatre pisos al monestir.
- Els edificis del conjunt inclouen ruïnes del mur de fortificació, celler, bodegues, banys, cases i d'altres estructures.
- Les troballes arqueològiques de les excavacions a l'àrea, inclouen inscripcions georgianes del segle I-III.[5]

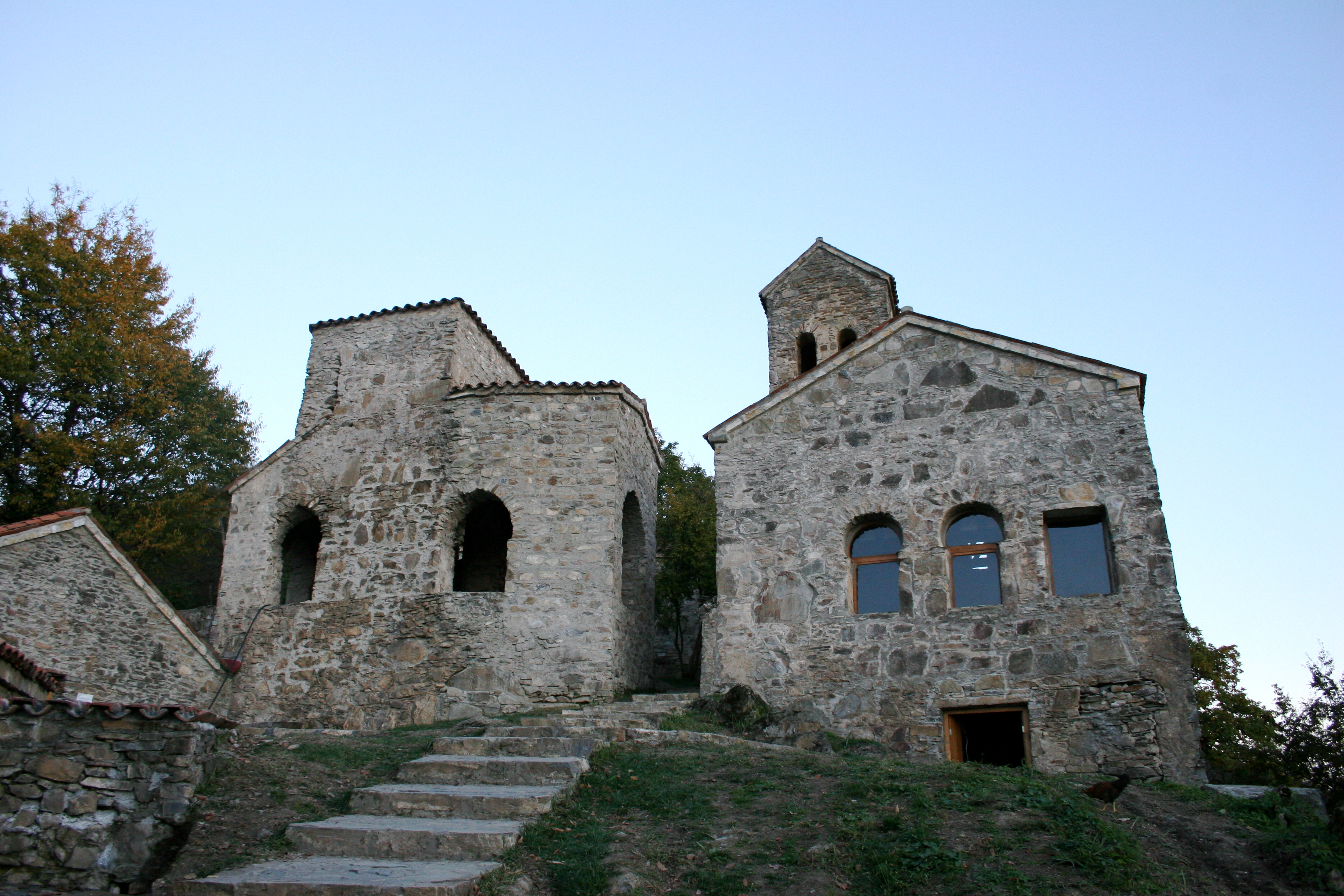
Vista del conjunt, l'any 2010
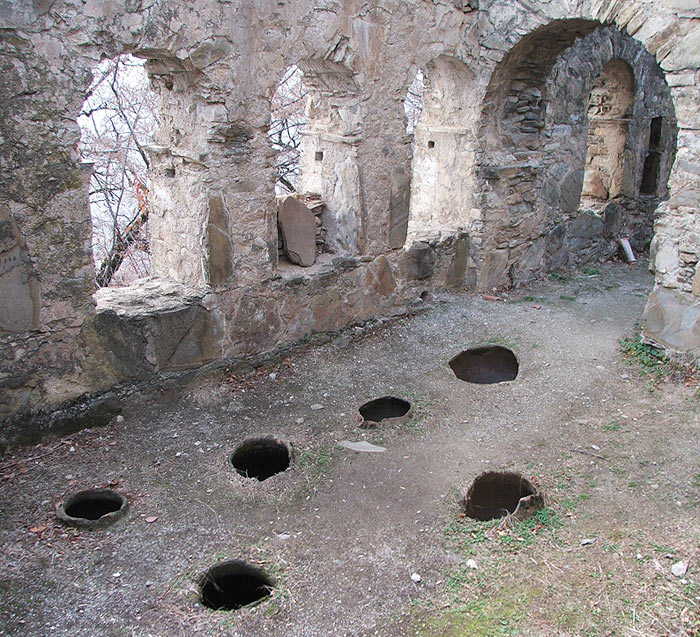
Part dels cellers
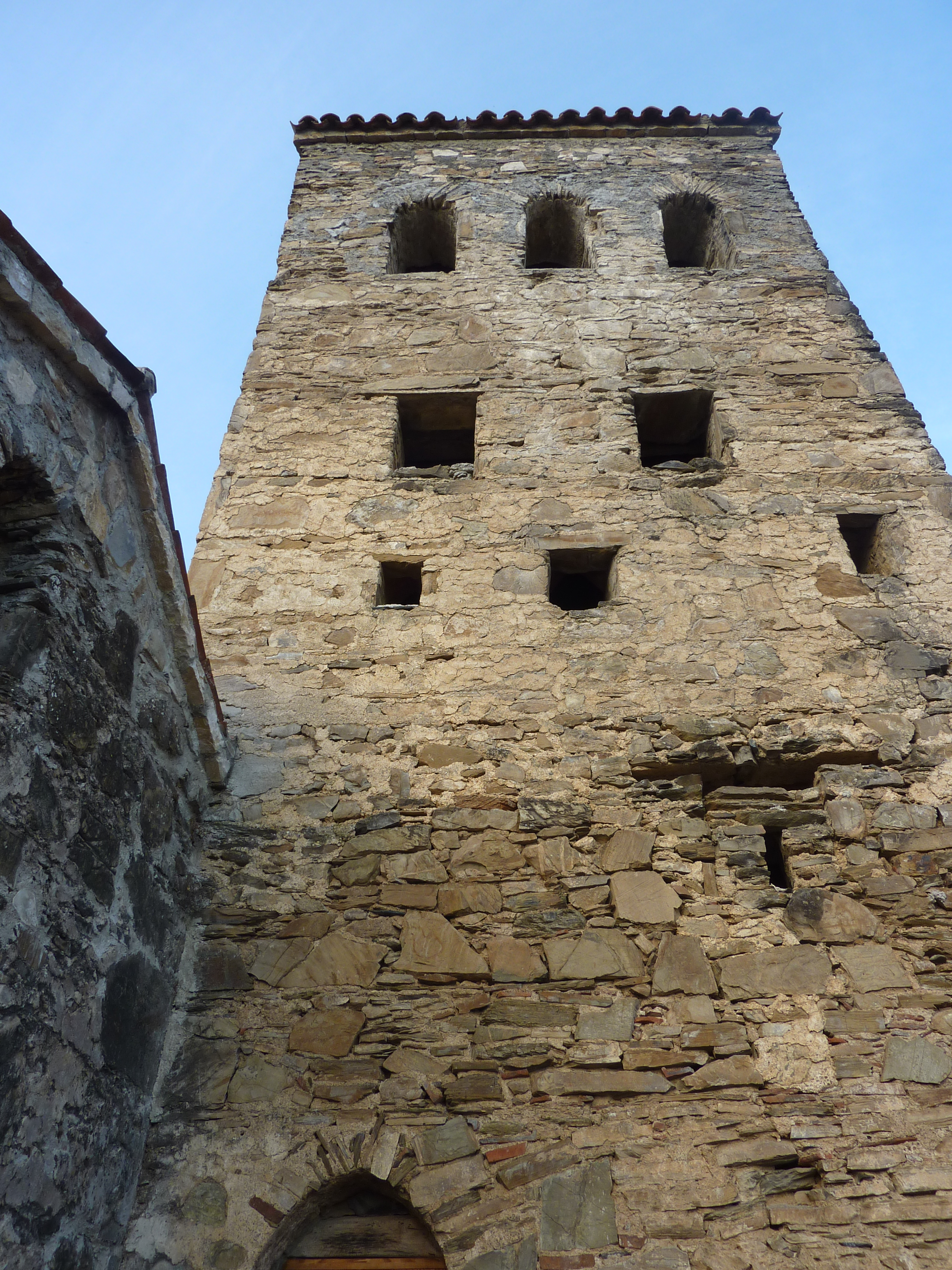
Torre fortificada del monestir
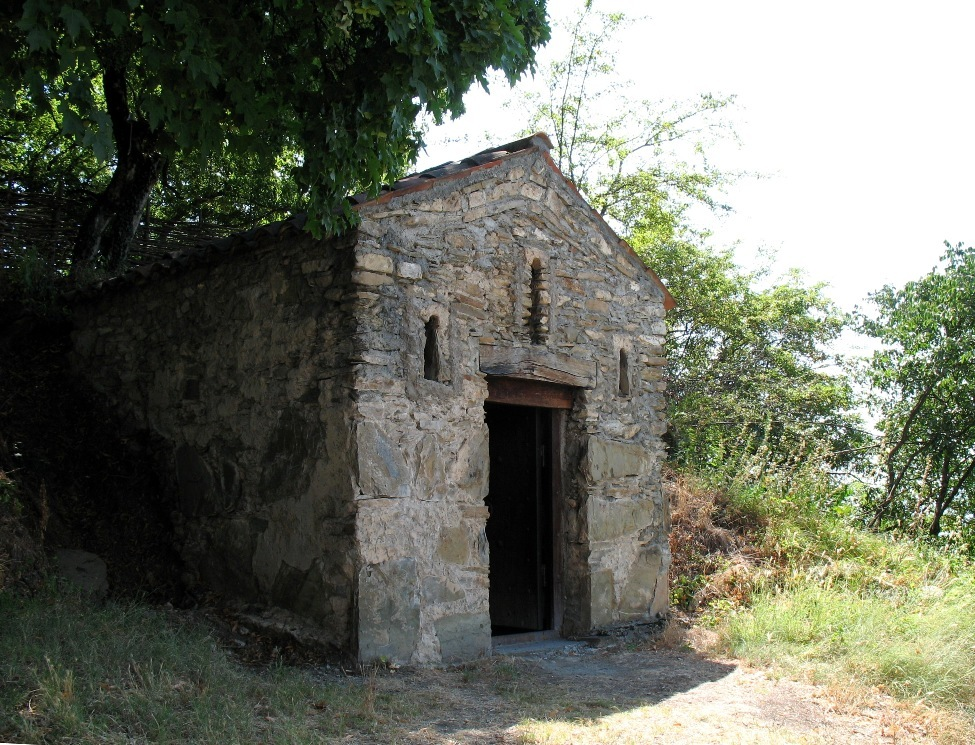
L'edifici més antic del monestir, del segle iv